# Alkohol
Alkoholi (iz arabskega الغول‎, al-ġuḥl) so organske spojine, v katerih je hidroksilna skupina (–OH) vezana na ogljikov atom v alkilni ali substituirani alkilni skupini. Splošna formula enostavnih acikličnih alkoholov je CnH2n+2O. Alkoholi imajo po menklaturi IUPAC končnico –ol. V vsakdanjem jeziku se beseda alkohol nanaša na etanol, ki je sestavina alkoholnih pijač.
Najbolj znan alkohol je etanol, ki je brezbarvna hlapna tekočina "pekočega" vonja in okusa, ki jo dobimo s fermentacijo sladkorjev. Industrijski sintetski etanol se pridobiva z adicijo vode na eten v pristonosti katalizatorja fosforne kisline. Druga bolj znana alkohola sta metanol, ki je tudi sestavni del nekaterih alkoholnih pijač, in izopropil alkohol (propan-2-ol). 
Alkoholi lahko vsebujejo tudi dve, tri ali več hidroksilnih skupin. Ti alkoholi se imenujejo dioli, trioli itd. Najbolj znan diol je glikol (etan-1,2-diol), ki znižuje zmrzišče vode in se zato dodaja hladilnim tekočinam. Najbolj znan triol je glicerol (propan-1,2,3-triol), ki se uporablja v kozmetični industriji in industriji eksplozivov (nitroglicerol).
Alkohole razvrščamo v primarne, sekundarne in terciarne alkohole, odvisno od tega, ali imajo –OH skupino vezano na primarnem, sekundarnem ali terciarnem ogljikovem atomu. Primarni alkohol je na primer etanol, sekundarni propan-2-ol, terciarni pa 2-metilpropan-2-ol.

## Enostavni alkoholi
Najenostavnejša in najbolj znana alkohola sta metanol (CH3-OH) in etanol (C2H5-OH). Metanol so včasih pridobivali s suho destilacijo lesa in so ga zato imenovali lesni alkohol. Danes se na industrijski način pridobiva s katalitskim hidrogeniranjem ogljikovega monoksida pri 250 °C in pritisku 5-10 MPa: 
CO + 2 H2 → CH3OH
Metanol kot tak ni strupen. Strupena sta metanal (formaldehid) in metanojska (mravljinčna) kislina, ki nastaneta v jetrih pri presnovi metanola z alkoholnimi dehidrogenazami. Oba produkta uničujeta vidni živec in povzročata trajno slepoto ali celo smrt. 
Etanol je sestavina alkoholnih pijač, uporablja pa se tudi v zdravstvu, kot organsko topilo in industrijska surovina. Industrijski etanol je običajno denaturiran in zato strupen in neužiten. Od enostavnih alkoholov se uporabljata tudi propanol in butanol, ki se pridobivata s fermantacijo celuloze z bakterijo Clostridium acetobutylicum.

## Nomenklatura

### IUPAC
V sistemu IUPAC se imena alkoholov oblikujejo tako, da se imenom alkanov doda končnica –ol, na primer metan-ol in etan-ol. Kadar je treba, se imenu doda tudi številka ogljikovega atoma, na katerem je hidroksilna skupina, na primer: propan-1-ol za CH3-CH2-CH2-OH ali propan-2-ol za CH3-CH2(OH)-CH3. Včasih se položaj hidroksilne skupine zapiše tudi pred imenom spojine, na priemr 1-propanol ali 2-propanol. Če je v spojini funkcionalna skupina z višjo prioriteto, na primer v aldehidih, ketonih ali karboksilnih kislinah, dobi hidroksilna skupina predpono hidroksi, na primer 1-hidroksi-2-propanon (CH3-CO-CH2-OH).
Cilkični alkoholi imajo pred svojim imenom predpono ciklo, na primer ciklohehsanol.

### Druga imena
Starejša imena alkoholov so običajno sestavljena iz imena alkilne skupine, kateri je dodana beseda alkohol, na primer metil alkohol ali etil alkohol. Propil alkohol je zaradi položajne izomerije lahko n-propil alkohol ali izopropil alkohol, odvisno od tega, ali je –OH skupina na prvem ali drugem ogljikovem atomu. Izopropil alkohol se lahko imenuje tudi sekundarni propil alkohol, ker je –OH skupina na sekundarnem ogljikovem atomu.
Alkoholi se razvrščajo v primarne (1°), sekundarne (2°) in terciarne (3°) alkohole. V imenu alkohola je to zapisani pred imenom alkohola. Primer: terciarni alkohol (CH3)3C-OH, ki se po IUPAC nomenklaturi imenuje 2-metilpropan-2-ol, je terciarni alkohol, ki ga lahko imenujemo tudi terc-butil alkohol, ker ima štiri ogljikove atome. 
Primarni alkoholi imajo splošno formulo R-CH2-OH, sekundarni RR'CH-OH, terciarni pa RR'R"C-OH. Vodikove vezi so v primarnih alkoholih močnejše kot v sekundarnih in terciarnih alkoholih, zato imajo primarni alkoholi višja vrelišča in so bolj kisli.
Obstajajo tudi alkoholi z dvema, tremi ali več –OH skupinami, ki jih imenujemo dioli, trioli itd. Najbolj znan diol je glikol (1,2-etandiol), ki je sestavina hladilne tekočine v avtomobilih in preprečuje zmrzovanje in glicerol (1,2,3-propantriol), ki se uporablja v kozmetični industriji in industriji eksplozivov.
| Kemijska formula              | IUPAC ime                               | Drugo ime          |
| ----------------------------- | --------------------------------------- | ------------------ |
| Monohidroksi alkoholi         |                                         |                    |
| CH3OH                         | metanol                                 | lesni alkohol      |
| C2H5OH                        | etanol                                  | etilni alkohol     |
| C3H7OH                        | izopropilni alkohol                     | čistilni alkohol   |
| C4H9OH                        | butilni alkohol                         | butanol            |
| C5H11OH                       | pentanol                                | amilni alkohol     |
| C16H33OH                      | heksadekan-1-ol                         | cetil alkohol      |
| Polihidridni alkoholi         |                                         |                    |
| C2H4(OH)2                     | etan-1,2-diol                           | etilenglikol       |
| C3H6(OH)2                     | propan-1,2-diol                         | propilenglikol     |
| C3H5(OH)3                     | propan-1,2,3-triol                      | glicerol           |
| C4H6(OH)4                     | butan-1,2,3,4-tetraol                   | eritritol, treitol |
| C5H7(OH)5                     | pentan-1,2,3,4,5-pentol                 | ksilitol           |
| C6H8(OH)6                     | heksan-1,2,3,4,5,6-heksol               | manitol, sorbitol  |
| C7H9(OH)7                     | heptan-1,2,3,4,5,6,7-heptol             | volemitol          |
| Nenasičeni alifatski alkoholi |                                         |                    |
| C3H5OH                        | Prop-2-ene-1-ol                         | alilalkohol        |
| C10H17OH                      | 3,7-Dimethylocta-2,6-dien-1-ol          | geraniol           |
| C3H3OH                        | Prop-2-in-1-ol                          | propargil alkohol  |
| aliciklični alkoholi          |                                         |                    |
| C6H6(OH)6                     | cikloheksan-1,2,3,4,5,6-heksol          | inozitol           |
| C10H19OH                      | 2 - (2-propil)-5-metil-cikloheksan-1-ol | mentol             |

## Fizikalne in kemijske lastnosti
Hlapni alkoholi imajo značilen "pekoč" vonj oziroma okus. 
Hidroksilne skupina je zaradi večje elektronegativnosti kisikovega atoma in štirih neveznih kisikovih elektronov polarna, zato je polarna tudi molekula alkohola. Hidroksilna skupina tvori tudi vodikove vezi, zato spadajo alkoholi med protična polarna topila. 
Molekule alkoholov so pravzaprav sestavljene iz dveh povsem različnih delov: nepolarne verige ogljikovih atomov, ki je hidrofobna in polarne  –OH skupine, ki je hidrofilna. V alkoholih z majhnim številom ogljikovih atomov prevladujejo polarne lastnosti, zato se metanol, etanol in propanol popolnoma mešajo z vodo. V butanolu, ki ima štiri ogljikove atome, sta oba vpliva izenačena, zato je zmerno topen v vodi (8 %). Alkoholi s petimi ali več ogljikovimi atomi so zaradi prevladujočih nepolarnih lastnosti v vodi praktično netopni. Vsi nižji alkoholi se mešajo z organskimi topili.
Alkoholi imajo zaradi vodikovih vezi višja vrelišča kot primerljivi ogljikovodiki in etri: etanol ima vrelišče pri 78,29 °C, heksan (sestavina bencina) 69 °C, dietil eter (etoksietan) pa 34,6 °C.
| Ime IUPAC   | Racionalna formula | Tališče (°C) | Vrelišče (°C) | Topnost v vodi (g/L) | Uporaba                  |
| ----------- | ------------------ | ------------ | ------------- | -------------------- | ------------------------ |
| metanol     | CH3OH              | −97,8        | 64,7          | neomejena            | gorivo, topilo           |
| etanol      | CH3CH2OH           | −114,1       | 78,3          | neomejena            | alkoholne pijače, topilo |
| propan-1-ol | CH3CH2CH2OH        | −126,2       | 97,2          | neomejena            | topilo                   |
| butan-1-ol  | CH3CH2CH2CH2OH     | −89,3        | 117,3         | 7,9                  | topilo                   |
| pentan-1-ol | CH3CH2CH2CH2CH2OH  | −78,2        | 138           | 2,3                  | topilo                   |

Alkoholi imajo zaradi –OH skupine, podobno kot voda, kisle ali bazične lastnosti. Njihove pKa imajo vrednosti 16-19, zato so v primerjavi z vodo šibkejše kisline, z močnimi bazami, na primer z NaOH, ali z alkalijskimi kovinami, na primer z natrijem ali kalijem, pa kljub temu tvorijo soli – alkokside – s splošno formulo RO-M+:
CH3-OH + NaOH →  CH3-ONa + H2O
Ker ima kisikov atom v –OH skupini štiri nevezne elektrone, imajo alkoholi tudi rahlo bazične lastnosti in reagirajo z močnimi kislinami: 
CH3-OH + H2SO4 → CH3-OH2+ + HSO4-
Alkoholi lahko oksidirajo, tako da iz njih nastanejo aldehidi, ketoni ali karboksilne kisline. Iz alkoholov z odcepitvijo vode nastanejo alkeni. S karboksilnimi kislinami tvorijo estre. Zaradi štirih neveznih elektronov na kisiku v –OH skupini so alkoholi nukleofili, s predhodnim aktiviranjem pa lahko podležejo nukleofilnim substitucijam.

## Uporaba
Alkoholi se uporabljajo v prehrambeni industriji (samo etanol), medicini (za dezinfekcijo kože, pogosto skupaj z jodom), znanosti, industriji (surovine in topila) in kot gorivo, v zadnjem času tudi za pogon motorjev z notranjim zgorevanjem. Etanol se zaradi majhne toksičnosti in sposobnosti raztapljanja nepolarnih snovi uporablja tudi kot topilo v medicinskih preparatih, parfumih in rastlinskih ekstraktih.

## Proizvodnja
Alkoholi se na industrijski način proizvajajo na več načinov: 
- S fermentacijo (alkoholnim vrenjem) enostavnih sladkorjev (monosaharidov), ki so lahko naravnega izvora (grozdje, sadje) ali proizvedeni s hidrolizo škroba ali celuloze (metanol, etanol).
- Z adicijo vode na alkene pri visoki temperaturi in pritisku in prisotnosti katalizatorja (običajno fosforjeva kislina).
- Metanol se proizvaja tudi iz sinteznega plina (zmes vodika in ogljikovega monoksida) in vodika pri visoki temperaturi in pritisku in prisotnosti katalizatorja (Cu-ZnO-Al2O3).

### Endogeni etanol
Vsi ljudje imajo v svojih organizmih vedno nekaj etanola, čeprav nikoli v življenju niso pili alkoholnih pijač. Etanol nastaja v prebavilih kot stranski produkt metabolizma nekaterih bakterij.

## Laboratorijska sinteza
Za pripravo alkoholov v laboratoriju je na razpolago več metod. 
- Primarni alkilhalogenidi reagirajo z NaOH in KOH tako, da z nukleofilno substitucijo iz njih nastanejo primarni alkoholi. Sekundarni in terciarni halogenidi niso uporabni, ker pri njih pride do eliminacije halogenvodika in nastanka alkenov.
- Z redukcijo aldehidov in ketonov z natrijevim borovim hidridom (NaBH4) ali litijevim aluminijevim hidridom (LiAlH4). Možna je tudi Meerwein-Ponndorf-Verleyeva redukcija.
- Z adicijo vode na alkene v prisotnosti kislih katalizatorjev (koncentrirana H2SO4) dobimo običajno sekundarne in terciarne alkohole. Bolj zanesljivi reakciji sta hidroboriranje in kasnejša oksidacija alkenov:

3 RCH=CH2 + BH3 → (RCH2-CH2)3B
(RCH2-CH2)3B + 6 H2O2 + OH-  → 3 RCH2-CH2-OH + B(OH)4-
in oskimerkuriranje in redukcija.
- Grignardovi reagenti reagirajo s karbonilnimi skupinami (-CHO) v sekundarne in terciarne alkohole. Sorodni reakciji sta tudi Barbierjeva in Nozaki-Hiyamova reakcija.
- Noyorijevo asimetrično hidrogeniranje je asimetrišna redukcija β-keto estrov.
- Amine lahko z diazotiranjem pretvorimo v diazonijeve soli, ki hidrolizirajo v alkohole.

## Reakcije

### Protoliza
Alkoholi se lahko obnašajo kot šibke kisline in odcepijo proton. Reakcija poteka z močnimi bazami, na primer z natrijevim hidridom (NaH), n-butillitijem (C4H9Li) ali kovinskim natrijem ali kalijem. Produkt reakcije so alkoksidi. Primer:
2 R-OH + 2 NaH → 2 R-O−Na+ + 2 H2
2 R-OH + 2 Na → 2 R-O−Na+ + H2
Voda ima podoben pKa kot mnogo alkoholov, zato se z NaOH vzpostavi ravnotežje, ki je običajno pomaknjeno v levo:
R-OH + NaOH ↔ R-O−Na+ + H2O
Vse baze, ki se uporabljajo za deprotoniranje alkoholov so močne baze in tako kot alkoksidi zelo občutljive na vlago. 
Od stabilnost alkoksidnega iona je odvisna tudi kislost alkoholov. Elektrofilne skupine, ki so vezane na ogljikov atom in vsebujejo hidroksilno skupino, deluje kot stabilizator nastalega alkoksida, kar poveča njegovo kislost, po drugi strani pa prisotnost nukleofilnih skupin povzroči nastanek manj stabilnega alkoksidnega iona. 
Alkoksidi reagirajo z alkilhalogenidi in tvorijo etre (Williamsonova sinteza):
C2H5O−Na+ + C2H5Cl → C2H5-O-C2H5 + Na+Cl−

### Nukleofilna substitucija
-OH skupina ni najboljša odhajajoča substituenta za nukleofilne substitucije, zato nevtralni alkoholi v takšnih reakcijah ne reagirajo. Če na kisikov atom najprej vežemo proton (H+), da dobimo vmesno spojino R-OH2+, postane odhajajoča substituenta voda, ki je mnogo bolj stabilna, zato nukleofilna substitucija steče. Primer:  terciarni alkoholi reagirajo s klorvodikovo kislino in tvorijo terciarne alkilhalogenide. Hidroksilna skupina se z nukleofilno substitucijo zamenja s klorom:
(CH3)3C-OH + HCl  → (CH3)3C-Cl + H2O  
Reakcija poteka pri sobni temperaturi. Za podobno reakcijo s primarnimi in sekundarnimi akloholi je treba alkohole predhodno aktivirati z ZnCl2. Reakcija s tionil kloridom (SO2Cl2) poteče brez predhodnega aktiviranja:
C6H5-OH + SO2Cl2  → C6H5-Cl + SO2 + HCl
Alkohole lahko z bromvodikovo kislino (HBr) ali fosforjevim tribromidom (PBr3) pretvorimo v alkil bromide: 
3 R-OH + PBr3 → 3 R-Br + H3PO3
Z Barton-McCombijevo reakcijo s tributilin hidridom ali kompleksom trimetilboran-voda lahko iz alkoholov odcepimo kisik, tako da dobimo alkane. Reakcija je radikalska substitucija.

### Eliminacija vode (dehidracija)
Alkoholi so nukleofilni, zato lahko R-OH2+ reagira z R-OH, tako da nastanejo etri in voda. Reakcija se v praksi izvaja bolj redko, razen za sintezo dietil etra.
Bolj kot intermolekularna eliminacija vode je uporabna intramolekularna eliminacija (odcepitev vode iz ene molekule alkohola), tako da nastanejo alkeni. Reakcija poteka na splošno po pravilu Zajceva, ki pravi, da nastane najbolj stabilen (običajno najbolj substituiran) alken. Terciarni alkoholi odcepijo vodo že pri rahlo povišani temperaturi, primarni alkoholi pa zahtevajo višje temperature. 
Shematski prikaz katalitske dehidracije etanola, katere produkt je eten:
Bolj kontrolirana reakcija je Čugajeva eliminacija z ogljikovin disulfidom (CS2) in jodometanom (CH3I)

### Estrenje
Estrenje je reakcija alkohola s karboksilno kislino v kateri nastane ester. Katalizator je koncentrirana žveplova kislina (H2SO4).
R-OH + R'-COOH → R'-COO-R
Da bi se reakcijsko ravnotežje pomaknilo čim bolj v desno, se pravi da bi dobili čim boljši izkoristek, iz sistema odstranjujemo vodo. Vodo odstranjujemo s prebitkom H2SO4, ki močno vežež vodo, ali tako, da uporabimo Dean-Starkov aparat. Estre lahko pripravimo tudi iz alkoholov in kislinskih kloridov v prisotnosti baz, na primer piridina.

### Oksidacija
Primarne alkohole (R-CH2-OH) lahko oksidiramo v aldehide (R-CHO) ali karboksilne kisline (R-COOH). Oksidacija sekundarnih alkoholov (RR'CH-OH) poteče samo do ketonov (RR'C=O). Terciarni alkoholi (RR'R"C-OH) se ne oksidirajo. 
Neposredna oksidacija primarnih alkoholov do karboksilnih kisline normalno poteka preko odgovarjajočih aldehidov in aldehid hidratov:
Reakcijo pogosto prekinemo na stopnji aldehida, tako da reakcijo izvedemo v odsotnosti vode. V odsotnosti vode namreč aldehid hidrat ne more nastati in reakcija se prekine. 
Oksidanti, ki se uporabljajo za oksidacijo primarnih alkoholov v aldehide, so uporabni tudi za oksidacijo sekundarnih alkoholov v ketone. Mednje spadajo:
- Kromove spojine, na promer Collinsov reagent (CrO3•Py2), piridin dikromat (PDC, (C5H5NH)2Cr2O7) in piridin klorokromat (PCC, C5H5NHClCrO3).
- Aktivirani dimetil sulfoksid (DMSO, (CH3)2SO).
- Hipervalentne klorove spojine, na primer Dess-Martinov prejodinan ali 2-jodoksibenzojeva kislina.
- Katalitski tetrapropilamonijev perrutenate (TPAP ali TPAPR, N(C3H7)4RuO4).
- Katalitski 2,2,6,6-tetrametilpiperidin-1-oksil (TEMPO, (CH2)3(CMe2)2NO) v prebitku NaOCl (Anellijeva oksidacija).

Alilni in benzilni alkoholi se lahko v prisotnosti drugih alkoholov oksidirajo z nekaterimi selektivnimi oksidanti, na primer z manganovim dioksidom (MnO2).
Za oksidacijo sekundarnih alkoholov v ketone je uporaben tudi kromov trioksid (CrO3) v zmesi žveplove kisline in acetona. CrO3 je v prisotnosti aluminijevega izopropoksida (Al(O-i-Pr)3) uporaben tudi za oksidacijo nekaterih ketonov, na primer cikloheksanona (C6H10O), ni pa uporaben za oksidacijo primarnih alkoholov v aldehide.
Za direktno oksidacijo primarnih alkoholov v karboksilne kisline 
R-CH2-OH + [O] → R-COOH
so uporabni naslednji oksidanti:
- Kalijev permanganat (KMnO4).
- Kromova kislina (raztopina CrO3 v koncentrirani H2SO4).
- PDC (piridinijev dikromat, (C5H5NH)2Cr2O7) v DMF (2,5-dimetilfuran, C6H8O).
- Kisik v prisotnosti katalizatorja fino uprašene platine (Henysova oksidacija).
- Rutenijev tetraoksid (RuO4).
- 2,2,6,6-tetrametillpiperidin-1-oksil (TEMPO, (CH2)3(CMe2)2NO).

V alkoholih, ki imajo dve hidroksilni skupini na sosednjih ogljikovih atomih, na primer 1,2-dioli, pride pri oksidaciji (na primer z natrijevim perjodatom NaIO4 ali svinčevim tetraacetatom Pb(OAc)4) do prekinitve vezi med ogljikovima atomoma, tako da nastaneta dve karbonilni skupini:

### Toksičnost
Etanol v alkoholnih pijačah uživajo ljudje od prazgodovine. Velika količina zaužitega alkohola povzroči opitost (intoksikacijo), po prenehanju delovanja pa več neprijetnih fizioloških učinkov, ki jim pravimo "maček": glavobol, težave z želodcem in bruhanje, občutljivost na svetlobo in hrup, otopelost, potrtost in žejo. Zelo velika količina zaužitega etanola povzroči odpoved dihalnih organov ali smrt. Zaužiti etanol zmanjšuje prištevnost, ki ima za posledico lahkomiselno ali nasilno obnašanje. 
LD50 etanola za podgane je 10,300 mg/kg telesne mase. Drugi alkoholi so mnogo bolj toksični, predvsem zato, ker je čas njihove razgradnje daljši, ali zato, ker med njihovo presnovo nastajajo produkti, ki so še bolj toksični od alkohola samega. Pri presnovi metanola nastaja v jetrih toksični formaldehid, ki povzroča slepoto in smrt. Učinkovit protistrup pri zastrupitvi z metanolom je etanol. Alkoholne dehidrogenaze imajo namreč mnogo večjo afiniteto do etanola kot do metanola, tako da ima ves nerazgrajeni metanol čas, da se izloči preko ledvic. Že nastali formaldehid se oksidira v mravljinčno kislino in se izloči.
Metanol je sicer strupen, vendar je mnogo šibkejši sedativ kot etanol. Nekateri alkoholi z daljšimi verigami, na primer propanol, propan-2-ol, butanol, 2-metil-propan-2-ol (terc-butanol) imajo mnogo močnejše sedativne učinke, so pa tudi bolj toksični od etanola. Te alkohole imenujemo patočni alkoholi ali patočna olja in v alkoholnih pijačah niso zaželeni, ker slovijo po tem, da povzročajo zelo težkega "mačka", čeprav ni dokazano, da so prav oni njegovi povzročitelji.
Nekateri višji alkoholi se uporabljajo kot industrijska topila. Njihovo uživanje povzroča težke zdravstvene okvare.